# Łodygowo, Piski
Łodygowo [wɔdɨˈɡɔvɔ] (tiếng Đức: Lodigowen)  là một ngôi làng ở quận hành chính của Gmina Biała Piska, thuộc huyện Piski, Warmińsko-Mazurskie, ở miền bắc Ba Lan. Nó nằm khoảng 9 kilômét (6 mi)   về phía đông nam của Biała Piska, 26 km (16 mi) về phía đông của Pisz và 114 km (71 mi) về phía đông của thủ đô khu vực Olsztyn.
Trước năm 1945, khu vực này là một phần của Đức (Đông Phổ).
Làng có dân số 100 người.